# Онежец-300
Онежец-300 — марка гусеничного трелёвочного трактора, выпускаемого на Онежском Тракторном Заводе с 2010 года. Трелёвочный трактор предназначен для трелевки деревьев и хлыстов в районах с мелким и средним лесом в полупогруженном состоянии, а также для выполнения вспомогательных работ на лесосеке: подготовка волоков и погрузочных площадок, выравнивания комлей, окучивания хлыстов. Приспособлен для работы в сложных лесных условиях. Онежец-300 является базой для лесозаготовительных машин: челюстной погрузчик, сучкорезная машина, пакетоподборщик, мульчер, сортиментовоз, гусеничная лесопожарная машина.

## Конструкция

### Двигатель
На трактор Онежец-300 устанавливаются четырёхцилиндровые четырёхтактные дизельные двигатели модели Д-245 производства Минского моторного завода. Эксплуатационная мощность 88,2 кВт (120 л.с), частота вращения коленчатого вала 1800±10 об/мин, удельный расход топлива не более 229 г/кВт ч. На машине предусмотрена установка двигателей Российских заводов изготовителей и зарубежных фирм.

### Трансмиссия
Гидростатическая передача (ГСТ) состоит из регулируемого насоса фирмы LINDE HYDRAULICS установленного на двигатель и регулируемого мотора LINDE HYDRAULICS, установленного на блоке заднего моста.

### Кабина
Одноместная, защитная, вибро — шумо изолированная, оснащена системами нормализации микроклимата в зимнее и летнее время с фильтрацией и подогревом подаваемого в кабину воздуха, с улучшенной обзорностью, с электрическими стеклоочистителями и омывателями переднего и заднего стекол. Сиденье — регулируемое, полноповоротное. Каркас безопасности, отвечающий требованиям стандартов FOPS, ROPS, OPS.

### Управление
Эргономичный пульт управления с обеспечением нормативных значений управляющих усилий.

### Ходовая часть
Ходовая система повышенной проходимости с широкой гусеницей 600 мм и планетарными бортовыми редукторами с приближенными к опорной поверхности ведущими колесами большего диаметра.

## Модификации
- Базовая машина Онежец 300БС — оснащена усиленной рамой, ходовой системой повышенной проходимости с более широкой гусеницей. На машине предусмотрена установка двигателей Российских заводов изготовителей и зарубежных фирм[2].
- Онежец-310 — гусеничная лесопожарная машина с комплектом дополнительного оборудования, предназначенная для борьбы с лесными пожарами в труднодоступных местах.
- Онежец-320 — лесопромышленная гусеничная машина, предназначенная для трелёвки деревьев, хлыстов и сортиментов, оборудована лебедкой и специальным устройством для формирования воза, погрузки его на щит, транспортировки и разгрузки.
- Онежец-330 — лесопромышленная гусеничная машина, предназначенная для бесчокерной трелевки леса, оборудована гидравлическим манипулятором СФ-75 ЛТ и зажимным коником с применением пропорциональной системы управления, позволяющей плавно и точно управлять манипулятором.
- Онежец-335 — машина строительная универсальная с гидроманипулятором предназначена для выполнения погрузочно-транспортных работ при строительстве ЛЭП, газопроводов, дорог в труднопроходимых условиях.
- Онежец-350 — гусеничный сортиментовоз представляет собой агрегат в составе базового тягача и шарнирно соединённого с ним четырёхколесного полуприцепа с платформой и стойками. Машина предназначена для сбора, погрузки, транспортировки и разгрузки сортиментов, а также выполнения операций сортировки.
- Онежец-380 — машина лесохозяйственная гусеничная с комплектом дополнительного оборудования, предназначенная для выполнения любых лесохозяйственных работ.
- Онежец-390 — мульчер предназначен для измельчения растительности и веток в лесу, а также для измельчения стволов, обслуживания полос отчуждения дорог, линий электропередач и муниципальных задач в парках и скверах.
- Онежец-392 — машина с самосвальным кузовом предназначена для перевозки сыпучих грузов.
- Онежец-395 — бурильно-крановая машина предназначена для бурения котлованов в грунтах 1-4 категорий и установки опор при строительстве и ремонте линий электропередач, а также на линиях связи.

- Онежец-310
- Онежец-310
- Онежец-390
- Онежец-392